# Ileana D’Cruz
Ileana D’Cruz (ur. 1 listopada 1986 w Mumbaju) – indyjska aktorka filmowa.
Urodziła się w Mumbaju, jest córką Ronaldo Leo i Samiry. Początkowo modelka, w przemyśle filmowym w telugu zadebiutowała grając w Devadasu (2006). Film ten nie zyskał uznania krytyków, odniósł natomiast sukces kasowy. Kolejne produkcje z jej udziałem, takie jak Pokiri (2006) czy Jalsa (2008) spotkały się z pozytywnym odbiorem. Uznawana jest za jedną z czołowych aktorek kinematografii realizowanej w telugu. Aktywna również w Kollywood (debiut, Kedi, 2006), Bollywood (debiut, Barfee), grywa też w filmach w kannada (debiut, Huduga Hudugi). Nagrodzona między innymi Filmfare Award za najlepszy debiut (telugu, 2006).